# Zalana
Zalana es una comuna y población de Francia, en la región de Córcega, departamento de Alta Córcega.
Su población en el censo de 2018 era de 143 habitantes.

## Demografía
| Gráfica de evolución demográfica de Zalana entre 2005 y 2018 |
|                                                              |

Fuentes: INSEE.

## Personalidades
Ludovic Giuly, es originario de Zalana